# آکورد

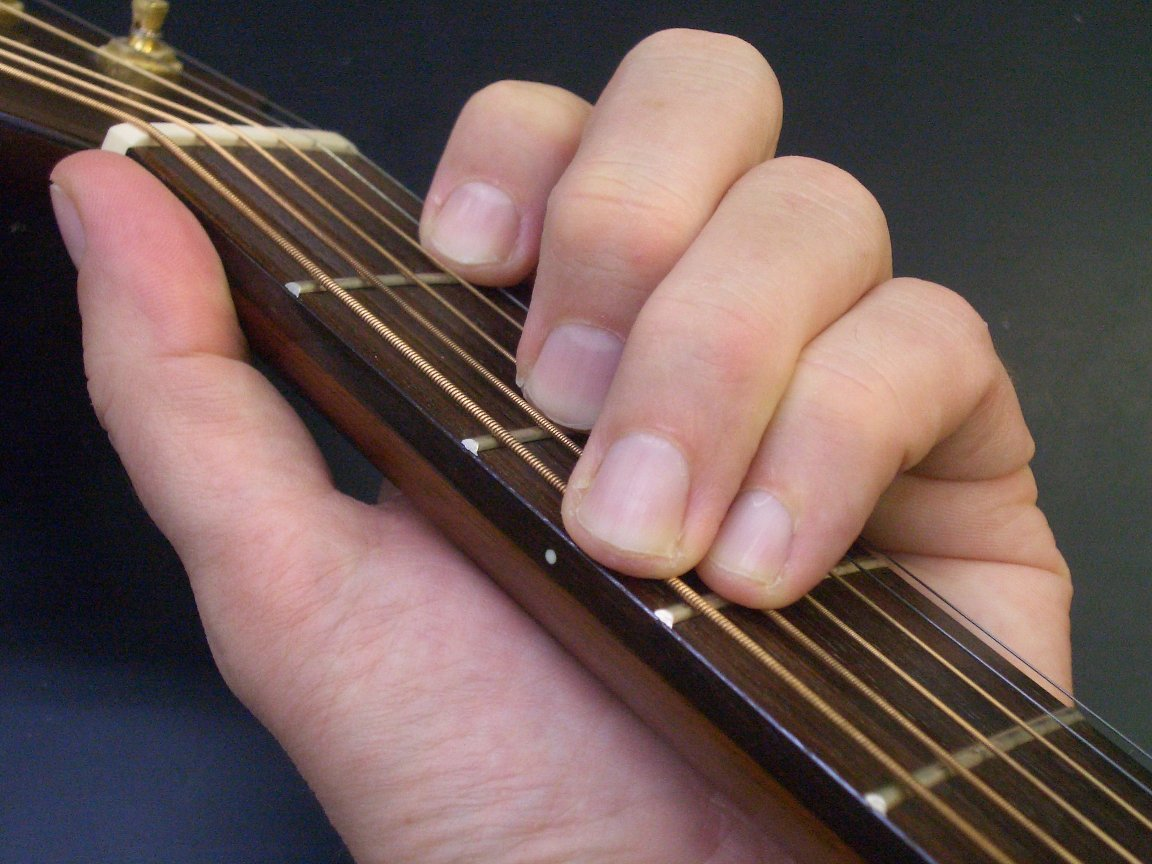
اجرای آکورد دو ماژور با گیتار همراه با نت سل در باس.
وسط|اجرای آکورد دو ماژور همراه با نت سل در باس

آکورد (به فرانسوی: accord) به اجرای هم‌زمانِ چند صدا یا نُت گفته می‌شود. آکوردها به منظور ایجاد هماهنگی و تقویت ملودی استفاده می‌شوند و برای هر کدام از آنها «نقش» و درجهٔ ویژه‌ای در گام موسیقی در نظر گرفته می‌شود تا به همراه صداهای فرعی و نت‌های زینت، قوی‌ترین و همخوان‌ترین هارمونی ایجاد گردد. سیر تحولِ چندصدایی به موسیقی قرون وسطی و کلیسایی برمی‌گردد. در آن زمان موسیقی یک‌صدایی به دوصدایی و سپس صداهای بیشتری در طی قرون به آن اضافه شد و در نهایت به قواعدی رسیدند و نام آن را کنترپوان نهادند. با پیشرفت تکنیکهای کنترپوانتیک که حرکت افقی صداها را در نظر داشت، دانش هارمونی شکل گرفت که به حرکت عمودی و به تکنیک‌های وصل آکورد می‌پرداخت. آکوردها و شیوهٔ وصل آنها در پی تحول و تکامل هارمونی دچار تغییرات و تکنیکهای جدیدی در گام‌های دیاتونیک و کروماتیک شدند. در موسیقی قرن بیستم، کاربرد آکورد در هارمونی با تغییرات بنیادی همراه شد و مکاتب جدیدی در موسیقی مدرن به وجود آمد.

## تعریف
به اجرای هم‌زمان حداقل سه نت که با هم شنیده شوند، آکورد می‌گویند. ساده‌ترین آکوردها، آکورد سه‌صدایی است که از یک نتِ پایه به عنوان پایه آکورد و نت دیگری به نام میانی (که نسبت به پایه فاصلهٔ سوم دارد) به عنوان سوم آکورد و نتی که با پایه فاصلهٔ پنجم دارد (نمایان) به عنوان پنجم آکورد تشکیل شده‌است. اگر یک فاصلهٔ سوم به بالای سومین (آخرین) نتِ آکورد «سه‌صدایی» اضافه شود، آکورد چهارصدایی، و با اضافه شدنِ فاصله‌های سومِ دیگر به همین ترتیب، آکورد پنج‌صدایی، آکورد شش‌صداییو آکورد هفت‌صداییبه وجود می‌آید.

## انواع آکورد

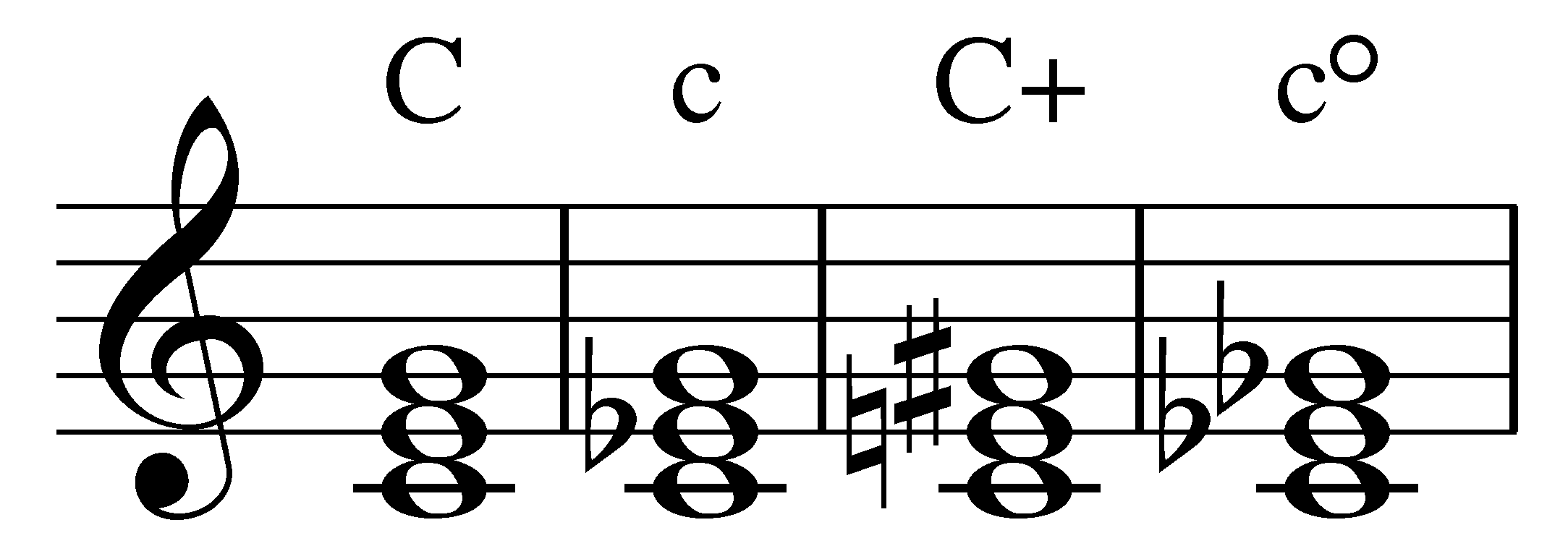
آکوردهای چهارگانه

1. آکورد ماژور: فاصلهٔ پایه تا سومِ آکورد، سوم بزرگ و فاصلهٔ پایه تا پنجمِ آکورد، پنجم درست است. به این آکورد، آکورد کامل ماژور می‌گویند. به عنوان مثال «آکورد دو ماژور» متشکل از نت‌های (دو، می و سل) است.[۶]
2. آکورد مینور: فاصلهٔ پایه تا سومِ آکورد، سوم کوچک و فاصلهٔ پایه تا پنجمِ آکورد، «پنجم درست» است. به این آکورد، آکورد کامل مینور می‌گویند. به عنوان مثال «آکورد دو مینور» متشکل از نتهای (دو، می بمل و سل) است.[۳]
3. آکورد افزوده: فاصلهٔ پایه تا سومِ آکورد، «سوم بزرگ» و فاصلهٔ پایه تا پنجمِ آکورد، پنجم افزوده است. به عنوان مثال «آکورد دو افزوده» متشکل از نتهای (دو، می و سل دیز) است.[۳]
4. آکورد کاسته: فاصلهٔ پایه تا سومِ آکورد، «سوم کوچک» و فاصلهٔ پایه آکورد تا پنجمِ آکورد، پنجم کاسته است. به عنوان مثال «آکورد دوِ کاسته» متشکل از نتهای (دو، می بمل و سل بمل) است.[۷]

به عبارتی دیگر:
1. هر آکوردی که از یک فاصلهٔ «سوم بزرگ» و یک فاصلهٔ «سوم کوچک» تشکیل شود «آکورد ماژور» است.
2. هر آکوردی که از یک فاصلهٔ «سوم کوچک» و یک فاصلهٔ «سوم بزرگ» تشکیل شود «آکورد مینور» است.
3. هر آکوردی که از دو فاصلهٔ «سوم بزرگ» تشکیل شود «آکورد افزوده» است.
4. هر آکوردی که از دو فاصلهٔ «سوم کوچک» تشکیل شود «آکورد کاسته» است.[۷]

## درجه آکورد
|  |
|  |

وضعیت و درجهٔ هر آکورد را در تنالیته، «فونکسیون» یا نقش آکورد می‌نامند و با اعداد رومی مشخص می‌شود:
- آکوردهای تشکیل شده روی درجهٔ اول هرگام را آکورد تونیک (I)
- آکوردهای تشکیل شده روی درجهٔ دوم هرگام را آکورد روتونیک (II)
- آکوردهای تشکیل شده روی درجهٔ سوم هرگام را آکورد میانه (III)
- آکوردهای تشکیل شده روی درجهٔ چهارم هرگام را آکورد زیر نمایان (IV)
- آکوردهای تشکیل شده روی درجهٔ پنجم هرگام را آکورد نمایان (V)
- آکوردهای تشکیل شده روی درجهٔ ششم هرگام را آکورد رو نمایان (VI)
- آکوردهای تشکیل شده روی درجهٔ هفتم هرگام را آکورد محسوس (VII) می‌نامند.

در تمام گامها، آکوردهای تونیک (I)، زیرنمایان (IV) و نمایان (V) را آکوردهای اصلی گام و درجات دیگر را آکوردهای فرعی می‌نامند.

## معکوس آکورد
هر آکورد «سه‌صدائی» مانندِ فواصل دوصدایی می‌توانند به صورت معکوس قرار گرفته و سه حالت دارد. برای هر سه حالت آکورد، یک نقش آکورد (فونکسیون) در نظر گرفته می‌شود.
فاصلهٔ بین نت‌ها از پایین به بالا و از بم‌ترین نت با «عددگذاری» (شیفراژ)صورت می‌گیرد و هر رقم بیانگر فاصلهٔ نتِ بم با نت بالاتر از خود است:
1. حالت پایگی: پایه در باس است و فواصل نت‌های دیگر آن نسبت به باس سوم و پنجم است.
2. معکوس اول: سوم آکورد در باس است و فواصل نت‌های دیگر نسبت به آن سوم و ششم است.
3. معکوس دوم: پنجم آکورد در باس است و فواصل نت‌های دیگر نسبت به آن چهارم و ششم است.[۱۰]

## آکوردهای چهارصدایی

### آکورد هفت
اگر یک فاصلهٔ سوم به بالای «آکورد سه‌صدایی» اضافه شود آکورد چهارصدایی یا «آکورد هفت» بوجود می‌آید. آکوردهای هفتم به هفت نوع تقسیم می‌شوند که در موسیقی کلاسیک، پنج دسته است.
۱. آکورد هفت نمایان:
آکورد چهارصدایی بر روی همهٔ درجات گام می‌تواند قرار گیرد اما به خاطر خوش‌صدایی روی درجهٔ پنج (V) بیشتر استفاده می‌شود و چون پایهٔ آن درجهٔ پنجمِ گام (مینور هارمونیک یا ماژور) و سومِ آن محسوس و فاصلهٔ هفتم کوچک نسبت به پایه دارد آن را آکورد هفت نمایان می‌نامند.
- چهار حالت آکوردهای هفت نمایان:[۱۳]

1. حالت پایگی که نت‌ها به صورت سوم روی هم قرار می‌گیرد.
2. معکوس اول که نت سوم آکورد در بخش باس قرار می‌گیرد.
3. معکوس دوم که نت پنجم آکورد در بخش باس قرار می‌گیرد.
4. معکوس سوم که نت هفتم آکورد در بخش باس قرار می‌گیرد.

۲. آکورد هفتم کوچک:اگر یک فاصلهٔ «سوم کوچک» به بالای «آکورد مینور» اضافه کنیم «آکورد هفتم کوچک» بدست می‌آید.
۳. آکورد هفتم کوچک و پنجم کاسته:اگر یک فاصلهٔ «سوم بزرگ» به بالای «آکورد پنجم کاسته» اضافه کنیم آکورد «هفتم محسوس» بدست می‌آید.
۴. آکورد هفتم بزرگ:اگر یک فاصلهٔ «سوم بزرگ» به بالای «آکورد ماژور» اضافه کنیم «آکورد هفتم بزرگ» بدست می‌آید.
۵. آکورد هفتم کاسته:اگر یک فاصلهٔ «سوم کوچک» به بالای «آکورد پنجم کاسته» اضافه کنیم «آکورد هفتم کاسته» بدست می‌آید.

## آکوردهای پنج، شش و هفت‌صدایی

### آکورد نهم
- اگر یک فاصلهٔ سوم به «آکورد هفت» اضافه کنیم، آکورد «پنج‌صدایی» یا «آکورد نهم»[د]بوجود می‌آید.
- آکورد نهم معمولاً روی درجهٔ پنجم گام (V) بوجود می‌آید و در گام ماژور به آن آکورد «نهم نمایان»[ذ]و در گام مینور به آن آکورد «نهم نمایان کوچک»[ر]می‌گویند.[۱۶]
- آکورد نهم یا «پنج‌صدایی» می‌تواند روی درجات مختلف گام قرار گیرد و به‌طور طبیعی با وضعیتِ باز و به صورت پایگی استفاده می‌شود. کاربرد این آکورد به صورت معکوسِ اول و دوم و سایر معکوس‌ها کم است و سعی می‌شود فاصلهٔ پایه با نهم بیشتر باشد.[۱۷]

### آکورد یازدهم
- با افزودن یک فاصلهٔ سوم به «آکورد نهم»، آکورد «شش‌صدایی» یا «آکورد یازدهم»[ز]بوجود می‌آید.
- آکورد یازدهم هم مانند آکورد نهم، معمولاً روی درجهٔ پنجم گام استفاده و آکورد «یازدهم نمایان»[ژ]نامیده می‌شود.[۱۸]
- این آکورد با وضعیت باز و به صورت پایگی نوشته می‌شود. آکورد یازدهم کمتر به صورت معکوس به کار می‌رود و سعی می‌شود فاصلهٔ یازدهم در بالاترین بخش آکورد قرار گیرد.[۱۹]

### آکورد سیزدهم
- با افزودن یک فاصلهٔ سوم به آکورد یازدهم، آکورد «هفت‌صدایی» یا «آکورد سیزده»[س]شکل می‌گیرد و معمولاً مانند آکوردهای قبل، روی درجهٔ پنجم گام قرار گرفته و به آکورد «سیزدهم نمایان»[ش]معروف است.[۱۸]
- این آکورد تمام نت‌های گام را در بر می‌گیرد. آکورد سیزدهم به صورت باز و پایگی نوشته می‌شود و فاصلهٔ سیزدهم کمتر معکوس شده و سعی می‌شود در بالاترین بخش هارمونی قرار گیرد.[۲۰]

در اجرای آکوردهای پنج، شش و هفت‌صدایی ممکن است بعضی از نت‌های میانی آکورد، مانند نت سوم و نت پنجم حذف شود.

## آکورد معلق
از اضافه کردنِ یک نتِ نامطبوع و حذف یکی از نت‌های مطبوع به حالت پایگی، «آکورد معلق» شکل می‌گیرد. مثال:
- (دو، ر، سل) به جای (دو، می، سل) با نماد (Csus2)
- (دو، فا، سل) به جای (دو، می، سل) با نماد (Csus4)[۲۱]

## آکورد شش

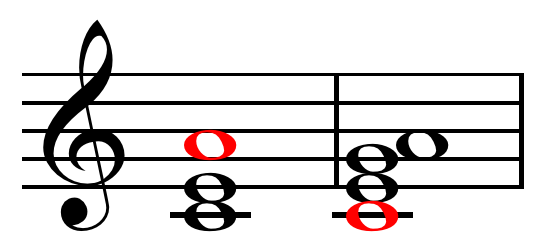
دو نوع آکورد شش، میزان اول آکورد «لا مینور» به صورت معکوس اول، میزان دوم آکورد شش روی درجه یک گام دو ماژور

«آکورد شش» آکوردی است که با اضافه کردن یک نت در بالای آکورد «سه‌صدایی» با «فاصلهٔ ششم» نسبت به باس شکل می‌گیرد و با علامت (I6) نام‌گذاری می‌شود. مثال: درجهٔ (I) گام دو ماژور به صورت پایگی (دو، می، سل، لا).
آکورد شش باید به صورت کامل و پایگی باشد و در صورت حذفِ هر کدام از صداها، آکورد تغییر ماهیت داده و تبدیل به یک «آکوردِ مینور» یا «آکورد هفت معکوس» می‌شود.
آکورد شش بر دو نوع است. در موسیقی کلاسیک به عنوان یک آکورد معکوس که نسبت به نتِ پایه فاصلهٔ ششم دارد، نام برده می‌شود، ولی در موسیقی پاپ، به معنی یک آکورد با یک فاصلهٔ ششمِ اضافه شناخته می‌شود.

## آکورد آلتره

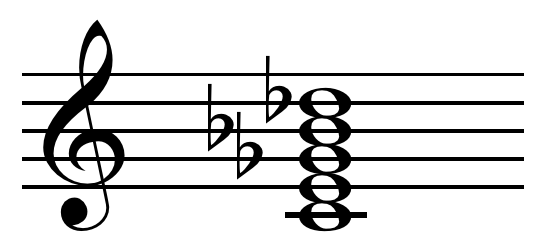
آکورد آلتره روی نت دو که فاصلهٔ پنجم کاسته، هفتم کوچک و نهم با نت پایه دارد

آکورد آلتره یا تغییریافته، از تغییر کروماتیکی یک یا چند نت از آکورد بوجود می‌آید. آکوردهای آلتره به دو نوع تقسیم می‌شوند:
1. آکورد سه‌صدایی و معکوس‌های آن.
2. آکوردهای هفت و معکوس‌های آن.

اغلب آکوردهای تغییریافته دارای فواصل کاسته و افزوده هستند و از این رو نامطبوع شناخته می‌شوند و باید در آکورد بعدی حل شود.

## آکورد کروماتیک

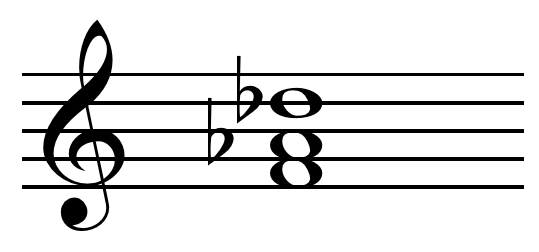
آکورد شش ناپولیتن روی درجه دوم گام‌های دو ماژور و دو مینور

آکوردهای کروماتیک و تغییر یافته آکوردهایی هستند که در داخل گام تغییر کرده و کاربرد آن برای حرکاتِ کروماتیکِ ملودی، مودولاسیون و تعلیق استفاده می‌شود.
آکورد شش ناپولیتن:
- این آکورد معمولاً در درجهٔ دومِ گام به صورت معکوسِ اول قرار می‌گیرد. آکورد آلتره در مینور، «پایهٔ آکورد» و در ماژور، «پایه» و «پنجم آکورد» نیم پرده کروماتیک به پایین آورده می‌شوند و با علامت (N6) نام‌گذاری می‌شود. مثال:[۲۴]
- درجهٔ (II) گام دو ماژور (ر، فا، لا)، به صورت معکوس اول (فا، ربمل، لابمل)
- درجهٔ (II) گام دو مینور (ر، فا، لا بمل) به صورت معکوس اول (فا، ربمل، لابمل).

آکوردهای شش افزوده:

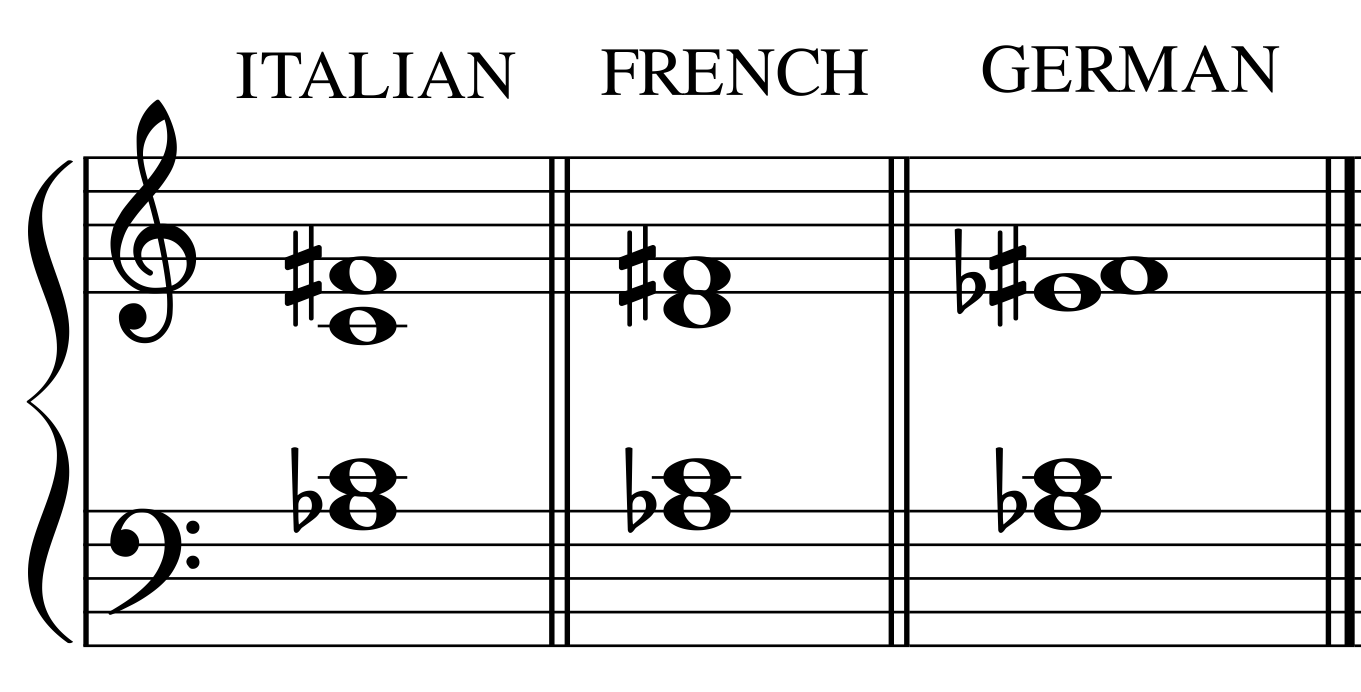
آکوردهای شش افزوده ایتالیایی، فرانسوی و آلمانی در گام دو ماژور

آکورد شش افزوده در انواع مختلف و روی بعضی از درجات گام، به منظور استفاده کروماتیک یا واسطه برای مد گردی استفاده می‌شود و به‌طور کلی روی درجهٔ چهارم (IV) یا درجهٔ دوم (II) گام ساخته و روی درجهٔ یکِ (I) گام حل می‌شود. مثال:
1. ششم افزوده ایتالیایی[ط] به صورت «معکوس اول» روی درجهٔ چهار (IV) با تغییر کروماتیک (نیم پرده نت پایه به بالا و نیم پرده  نت سوم به پایین) در گام ماژور، و در گام مینور، فقط نت پایه نیم پرده به بالا تغییر می‌کند.[۲۶]
2. ششم افزوده فرانسوی[ظ] به صورت «معکوس دوم» روی درجهٔ دو (II7) با تغییر کروماتیک (نیم پرده نت سوم به بالا و نیم پرده نت پنجم به پایین) در گام ماژور، و در گام مینور، فقط پایهٔ آکورد نیم پرده به بالا تغییر می‌کند.[۲۷]
3. ششم افزوده آلمانی[ع] به صورت «معکوس اول» روی درجهٔ چهار (IV7) با تغییرات کروماتیک (نیم پرده نت پایه به بالا، نیم پرده نت سوم به پایین و نیم پرده نت هفتم به پایین) در گام ماژور، و در گام مینور، فقط نت پایهٔ آکورد نیم پرده به بالا تغییر می‌کند.[۲۸]

## آکورد کوارتال

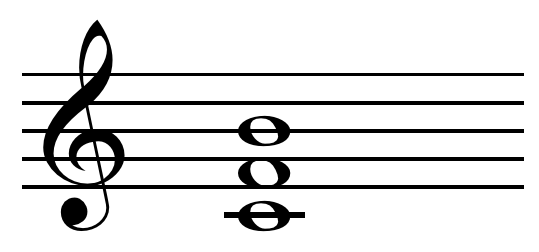
یک آکورد کوارتال با فاصلهٔ چهارم درست و هفتم بزرگ نسبت به باس

آکورد کوارتال:اجرای هم‌زمان چند نت با فاصلهٔ چهارم (تتراد)است و در نقطهٔ مقابل آکورد با فواصل سوم (تریاد) قرار می‌گیرد. آکورد کوارتال از تکنیک‌های پولیفونی قرون وسطی سرچشمه گرفته‌است. آکوردهای کوارتال باید به فاصلهٔ چهارم از یکدیگر قرار بگیرد، در غیر این صورت مانند آکوردهای یازدهم و سیزدهم صدا خواهند داد.
- در سیستم کوارتال آکوردها مبهم بوده و مانند آکوردهای سه‌صدایی نام‌گذاری نمی‌شوند و می‌تواند مجموعه‌ای از چهارم‌های درست، کاسته و افزوده باشد.
- در آکوردهای کوارتال به علت عدم وجود صدای هارمونیک، استفاده زیاد از آن برای گوش ناخوشایند است.

## آرپژ آکورد

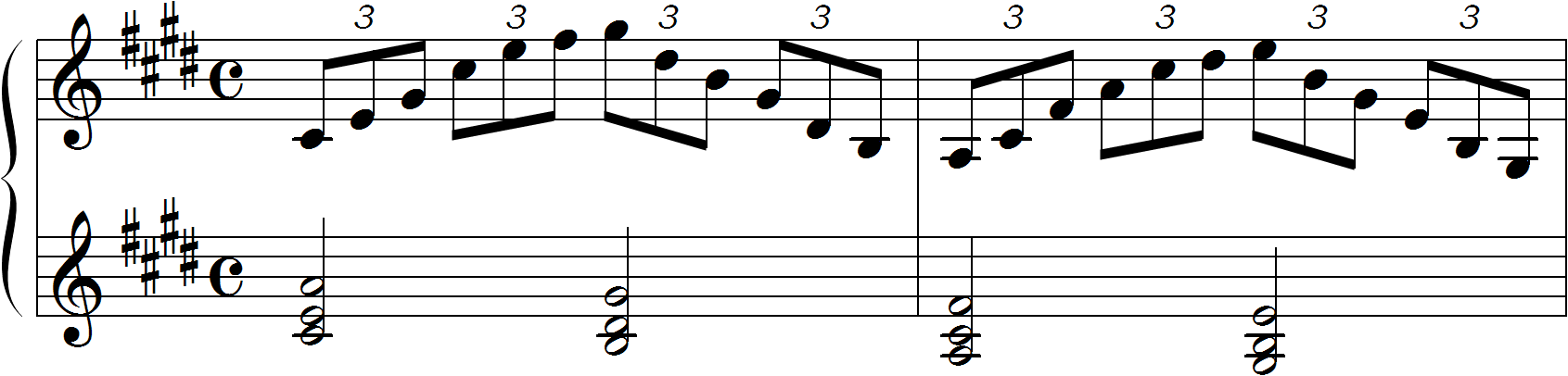
آرابسک اثر: کلود دبوسی، خط پایین نت نوشته شده و خط بالا اجرای آکورد به صورت آرپژ است

علاوه بر نواختنِ هم‌زمان آکورد، شیوه‌های دیگری هم برای اجرا و استفاده از آکورد وجود دارد مانند آکورد شکسته یا آرپژ. در این شیوه نت‌ها به‌طور جداگانه و یکی پس از دیگری به صدا در می‌آیند. آکورد شکسته معمولاً برای سازهایی مانند: پیانو، چنگ، گیتار، آکاردئون و سازهایی که قابلیت اجرای آکورد را داشته باشند نوشته می‌شود و به صورت سولو یا با ارکستر، ملودی را همراهی می‌کنند.

## هارمونی
| بدون قاب |
|          |

آکوردشناسی و کاربرد آن، پایه و اساسِ دانش هارمونی برای چند بخشی کردنِ موسیقی و آموزش وصل آکوردها است. در موسیقی کلیسایی و آوازیِ قرن نهم میلادی، «یک صدا» به «دو صدا» تبدیل شد و «ارگانوم» نامیده شد. ارگانوم‌ها به دو شکل اجرا می‌گردید:
1. صدای اول به صورت ثابت و در قسمتِ بم، صدای دوم که ملودی را می‌نواخت همراهی می‌کرد.
2. هر دو صدا به فاصلهٔ پنجم موازی یک ملودی را اجرا می‌کردند.

در قرون بعدی صداهای سوم و چهارم هم وارد موسیقی کلیسایی شد و آن را تکامل بخشید. آهنگسازان این دوران سعی می‌کردند صداهای مطبوعی از این فواصل ایجاد کنند و با وارد شدنِ صداهای پنجم و ششم، تداخلِ صداها گاهی باعث ناخوشایندی در صداها می‌شد و این مطلوب کلیسا نبود. آنها علاقه داشتند متون مذهبی، تأثیر مطبوعی در شنوندگان داشته باشد. پس از آن آهنگسازان سعی کردند صداهای خوشایندی روی متون مذهبی بسازند، از این رو به قواعدی دست یافتند که نام آن را کنترپوان (نت در برابر نت) گذاشتند. در این دوره از پالسترینا آهنگساز ایتالیایی به عنوان یکی از پیشگامانِ کنترپوان نویسی نام می‌برند. کنترپوان در سیر تکاملی خود که حرکت افقی صداها و استقلال بخش‌ها بود، به هارمونی تبدیل شد. در این شیوه، علم هماهنگی اصوات به صورت عمودی تعریف می‌شود و دارای قوانین جدید در روشِ وصل آکوردها از حرکت عمودی اصوات است و استقلال بخش‌ها و حرکت افقی در نظر گرفته نمی‌شد. در آثار آهنگسازانی چون ژان سباستین باخ از کنترپوان و هارمونی، به کاملترین و پیچیده‌ترین شکل آن همزمان استفاده شده‌است.
آکوردها و شیوهٔ وصل آنها در پی تحول و تکامل هارمونی دچار تغییرات و تکنیکهای جدیدی شد. در موسیقی قرن بیستم، کاربرد آکورد و هارمونی با تغییرات بنیادی همراه شد و مکاتب جدیدی مانند: دوده‌کافونیک، اکسپرسیونیسم، امپرسیونیسم، سریالیسم و آتنال به وجود آمد.

## کادانس
کادانس یا خاتمه، از پشت سر هم قرار گرفتنِ آکوردهایی برای پایانِ یک قطعه است و برای بیان حالاتی چون: پایانِ قطعی، توقفِ موقت و انتظار استفاده می‌شود. کادانس‌های اصلی بدین شرح است:
- کادانس کامل[ق]، قویترین و کاملترین وصلِ آکورد برای پایانِ قطعه است.
- کادانس پلاگال[ک]، یا مذهبی در آوازهای کلیسایی کاربرد فراوان داشته و کلمهٔ «آمین» روی این کادانس قرار می‌گیرد.
- کادانس نیمه تمام[گ]، در اواسط قطعه و روی درجهٔ «پنجم نمایان» می‌ایستد و حالت انتظار و ایست بدون حسِ پایان در شنونده ایجاد می‌کند.
- کادانس فریب دهنده[ل]، برای ایجاد ابهام در پایان قطعه به کار می‌رود و به جای فرود به «تونیک» به آکورد فرعی دیگری از گام وصل می‌شود.

|  | کادنسها |
|  |         |

- کادانس سوم پیکاردی:[م]این آکورد در پایان یک قطعه در گام مینور شکل می‌گیرد و به جای آکورد مینور با تغییر کروماتیک در فاصلهٔ سوم، به آکورد ماژور تبدیل شده و به پایان می‌رسد.

مثال: درجه (V) گام دو مینور (سل، سی بمل یا سی بکار، ر) به درجهٔ (I) (دو، می بکار، سل).

## نمادها

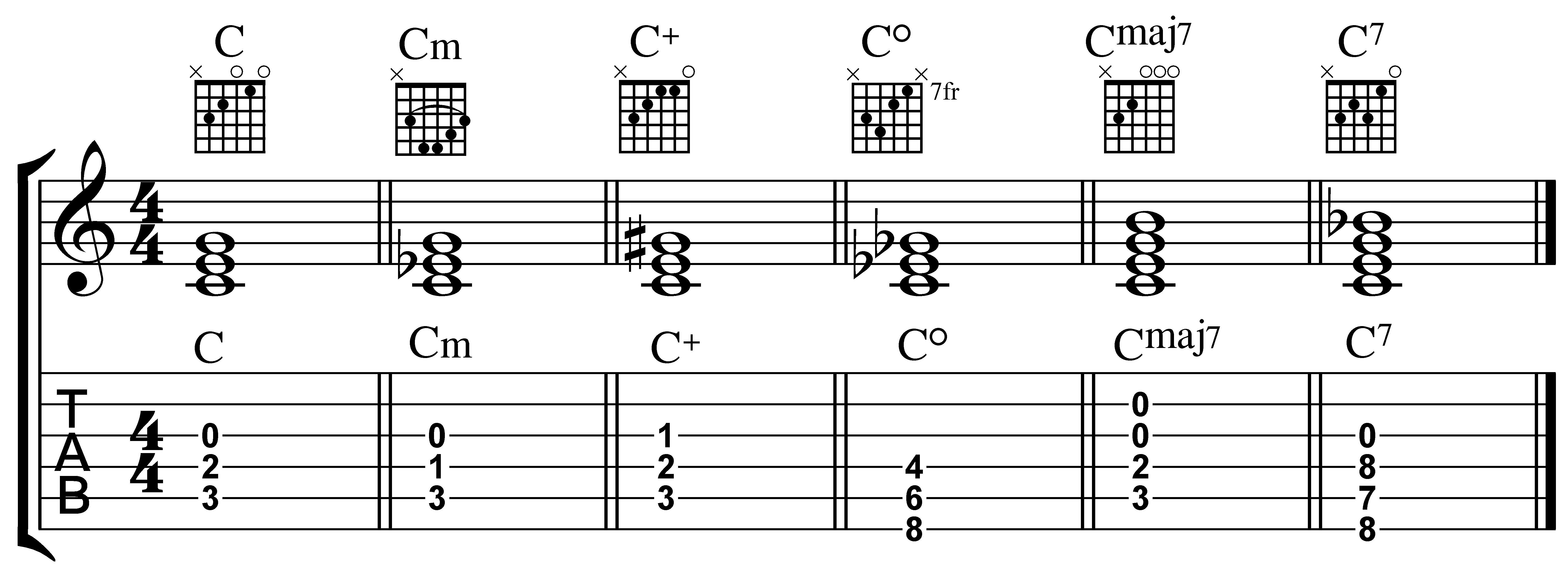
مثال از روش‌های علامت‌گذاری و انگشت گذاری آکورد روی گیتار

نمادهای اختصاری مورد استفاده برای شناخت آکورد بدین شرح است:
- (m) یا (min) همیشه برای «فواصل کوچک» در آکورد استفاده می‌شود.
- (-) یک علامت منفی اختصاری که گاهی برای فواصل کوچک استفاده می‌شود.
- (MAJ) .(MA) .(M) برای «فواصل بزرگ» در آکورد استفاده می‌شود.
- (Δ) این نشان مثلث گاهی برای فواصل بزرگ است اما در برخی از موسیقی‌های جاز به عنوان «آکورد هفت» (Major7) نیز تلقی می‌گردد.
- (+) یا (aug) یک نشان برای آکورد با فاصله افزوده است.
- (o) یا (dim) برای آکورد با فاصله کاسته نشان داده می‌شود.
- (ø) نمادی است که در برخی موارد برای پنجم کاسته (♭5) یا «آکورد نیمه کاسته» به کار می‌رود.
- (2) اغلب به عنوان یک نتِ اضافه در آکورد و حذف «سوم آکورد» استفاده می‌شود. به عنوان مثال: (add2) یا (sus2)
- (3) یک عدد است که معمولاً برای فاصلهٔ سوم بزرگ و کوچک مورد نظر است.
- (4) بیشتر به عنوان یک نتِ اضافه در آکورد و حذف «سوم آکورد» استفاده می‌شود. به عنوان مثال: (add4، sus4)
- (5) این نماد پنجم درست آکورد است و برای تغییر در آن از علامت «دیز» یا «بمل» در کنار آن استفاده می‌شود. به عنوان مثال: (♭5)
- (6) این عدد برای اضافه کردن یک «فاصله ششم» به آکورد است اما قانونی وجود ندارد که دیگر نت‌های آکورد به جای آن حذف شود.
- (7) برای آکورد هفت نمایان استفاده می‌شود. با این حال، اگر نشان‌های Maj7 ،M7 یا Δ7 نوشته شود، نشانگرِ آکوردِ هفتم بزرگ است. به عنوان مثال (GM7) یا (FΔ7)
- (9) برای فاصلهٔ نهم آکورد استفاده می‌شود و معمولاً در موسیقی جاز، فاصلهٔ هفتم در آکوردهای ماژور حذف نمی‌شود.
- (11) فاصلهٔ یازدهم آکورد است. در موسیقی جاز و در آکوردهای ماژور، از فاصلهٔ هفتم و نهم نیز استفاده می‌شود.
- (13) برای فاصلهٔ سیزدهم آکورد مورد استفاده قرار می‌گیرد، که در جاز معمولاً شامل هفتم، نهم و یازدهم نیز می‌شود.
- (6/9) این عدد بدین معنی است که یک فاصلهٔ ششم و نهم به بالای آکورد سه‌صدایی اضافه شود.
- (sus4) یا به اختصار (4) نشان می‌دهد که سومِ آکورد حذف شده و به جای آن یک فاصلهٔ چهارم به آکورد اضافه شود.
- (sus2) یا به اختصار (2) نشان این است که سومِ آکورد حذف شود و به جای آن یک فاصلهٔ دوم به آکورد افزوده شود.
- (♭9) علامتی است از «نهم کوچک» که در کنار یک «آکورد هفتم نمایان» قرار می‌گیرد و در داخل پرانتز قرار می‌گیرد. مثال: (♭9)A7
- (add) این حروف نشان می‌دهد که یک فاصلهٔ مشخص دیگر باید به آکورد اضافه شود. مثال: (C7add13)
- (alt) یا (alt dom) به معنی تغییر نیم‌پردهایِ نت در یک «آکورد نمایان» است. مثال: (G7♯11)
- (omit5) یا (بدون پنجم) نشان می‌دهد که فاصلهٔ پنجم آکورد حذف شود.

در نام گذاری فاصله‌ها از حروف اختصاری استفاده می‌شود که عبارتند از:
- حرف (p) مخفف «درست» است. مثال: P1 = یکم درست
- حرف (m) مخفف «کوچک» است. مثال: m2 = دوم کوچک
- حرف (M) مخفف «بزرگ» است. مثال: M3 = سوم بزرگ
- حرف (A) مخفف «افزوده» است. مثال: A4 = چهارم افزوده
- حرف (d) مخفف «کاسته» است. مثال: d6 = ششم کاسته

| M7 | m7    | M6 | m6    | P5 | TT    | P4 | M3 | m3    | M2 | m2    | P1 | فاصله                  | آکورد                  | آکورد                         | آکورد             |
| d8 | A6    | d7 | A5    | d6 | d5/A4 | A3 | d4 | A2    | d3 | A1    | d2 | فاصله                  | آکورد                  | آکورد                         | آکورد             |
| ۱۱ | ۱۰    | ۹  | ۸     | ۷  | ۶     | ۵  | ۴  | ۳     | ۲  | ۱     | ۰  | نیم پرده               | آکورد                  | آکورد                         | آکورد             |
| B  | ♭B ♯A | A  | ♭A ♯G | G  | ♭G ♯F | F  | E  | ♭E ♯D | D  | ♭D ♯C | C  | نت در دو               | نام                    | بلند                          | کوتاه             |
| -- | ----- | -- | ----- | -- | ----- | -- | -- | ----- | -- | ----- | -- | ---------------------- | ---------------------- | ----------------------------- | ----------------- |
|    |       |    |       | P5 |       |    | M3 |       |    |       | P1 | آکورد ماژور            | آکورد ماژور            |                               | C                 |
|    |       | M6 |       | p5 |       |    | M3 |       |    |       | p1 | آکورد شش / ماژور       | آکورد شش / ماژور       | Cmaj6                         | C6 CM6            |
|    | m7    |    |       | p5 |       |    | M3 |       |    |       | p1 | آکورد هفتم نمایان      | آکورد هفتم نمایان      | Cdom7                         | C7                |
| M7 |       |    |       | p5 |       |    | M3 |       |    |       | p1 | آکورد هفتم بزرگ        | آکورد هفتم بزرگ        | Cmaj7                         | CM7               |
|    |       |    | A5    |    |       |    | M3 |       |    |       | p1 | آکورد افزوده           | آکورد افزوده           | Caug                          | +C                |
|    | m7    |    | A5    |    |       |    | M3 |       |    |       | p1 | آکورد هفتم افزوده      | آکورد هفتم افزوده      | Caug7                         | C+7               |
|    |       |    |       | p5 |       |    |    | m3    |    |       | p1 | آکورد مینور            | آکورد مینور            | Cmin                          | Cm                |
|    |       | M6 |       | p5 |       |    |    | m3    |    |       | p1 | آکورد شش / مینور       | آکورد شش / مینور       | Cmin6                         | Cm6               |
|    | m7    |    |       | p5 |       |    |    | m3    |    |       | p1 | آکورد هفتم کوچک        | آکورد هفتم کوچک        | Cmin7                         | Cm7               |
| M7 |       |    |       | p5 |       |    |    | m3    |    |       | p1 | آکورد هفت مینور/ ماژور | آکورد هفت مینور/ ماژور | Cminmaj7 Cmin/maj7 (Cmin(maj7 | CmM7 Cm/M7 (Cm(M7 |
|    |       |    |       |    | d5    |    |    | m3    |    |       | p1 | آکورد کاسته            | آکورد کاسته            | Cdim                          | Co                |
|    |       | d7 |       |    | d5    |    |    | m3    |    |       | p1 | آکورد هفتم کاسته       | آکورد هفتم کاسته       | Cdim7                         | Co7               |
|    | m7    |    |       |    | d5    |    |    | m3    |    |       | p1 | آکورد هفتم نیمه کاسته  | آکورد هفتم نیمه کاسته  |                               | Cø Cø7            |

## یادداشت
1. ↑  pentad
2. ↑  hexad
3. ↑  heptad
4. ↑  Chiffrage
5. ↑  Dominant seventh chord
6. ↑  Minor seventh
7. ↑   Minor seventh and diminished fifth
8. ↑  Major seventh
9. ↑  Diminished seventh chord
10. ↑  Ninth chord
11. ↑  Dominant ninth chord
12. ↑  Dominant minor ninth
13. ↑  eleventh chord
14. ↑  Dominant eleventh
15. ↑  Thirteenth chord
16. ↑  Dominant thirteenth
17. ↑  Neapolita Sixte Chord
18. ↑  augmented sixth chord
19. ↑  Italian augmented sixth
20. ↑  French augmented sixth
21. ↑  German augmented sixth
22. ↑  Quartal
23. ↑  Tetrad
24. ↑  Perfect Cadence
25. ↑  Plagal Cadence
26. ↑  Half Cadence
27. ↑  Deceptive Cadence
28. ↑  Picardy third